# Горенка (Мордовия)
Горенка — село, центр сельской администрации в Зубово-Полянском районе Мордовии.

## География
Расположено на р. Лундан, в 30 км от районного центра и железнодорожной станции Зубова Поляна.

## История
Основано не позднее XVII века служилыми темниковскими татарами на Керенской засечной черте. По сведениям 1864 г., Горенка (Сосновка) — деревня казённая и владельческая из 42 дворов (358 чел.) Керенского уезда; имелись мечеть и 2 мельницы. В 1913 году в селе — 245 дворов (1560 чел.); татарская школа, кузница, маслобойка, 3 лавки. В 1931 году был образован колхоз «Кызыл юлдус» («Красная звезда»); с 1996 г. — СХПК «Искра». В современной инфраструктуре села — основная школа, библиотека, медпункт, 2 магазина.

## Население
| 2002 | 2010 |
| ---- | ---- |
| 174  | ↘162 |

Национальный состав
Согласно результатам Всероссийской переписи населения 2002 года, в национальной структуре населения татары составляли 47 %, мордва — 53 %.

## Источник
- Энциклопедия Мордовия, С. Г. Девяткин.